# Gregório I de Taraunitis

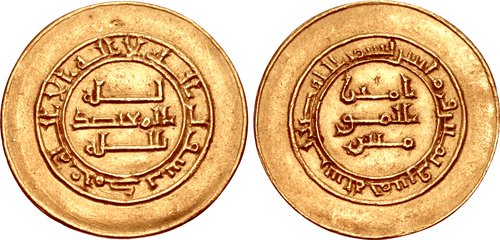
Dinar de ouro de Almutadide r.

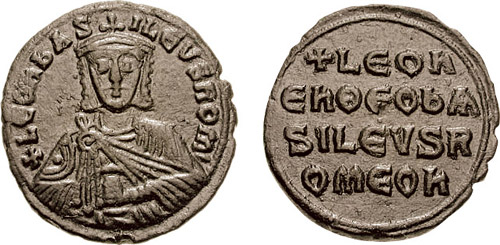
Fólis de r.

Gregório I de Taraunitis (em armênio/arménio: Գրիգոր; em grego: Κρικορίκιος/Γρηγόριος; romaniz.: Krikoríkios/Grēgorios ho Tarōnítēs) foi um nobre armênio da família bagrátida dos séculos IX e X e governante da região de Taraunitis, no sul da Armênia, de ca. 896/98 até sua morte em 923/936.

## Biografia
Gregório era um membro da dinastia bagrátida da Armênia. De seu pai sabe-se apenas o primeiro nome, Derenício ou Tornício (Derenik ou T‘ornik), e ele certamente era o irmão de Asócio I e filho de Pancrácio I. Após a morte de seu primo, Gurgenes I, ca. 896, Gregório tornou-se, provavelmente com apoio árabe, príncipe de Taraunitis (896/98). De início ele desempenhou um papel duplo de diplomacia com os dois grandes poderes da região, o Califado Abássida e o Império Bizantino, então governados respectivamente pelo califa Almutadide (r. 892–902) e o imperador Leão VI, o Sábio (r. 886–912). Segundo o Sobre a Administração do Império do imperador Constantino VII Porfirogênito (r. 913–959), ele prometeu aliar-se com Leão VI em troca de presentes, ao mesmo tempo que permitiu que os exércitos califais cruzassem seus territórios para saquear o território bizantino e traiu os planos de campanha bizantinos aos árabes. Leão enviou repetidas mensagens convidando-o para visitar Constantinopla, mas Gregório se recusou, citando a vulnerabilidade de seus domínios a um ataque árabe em sua ausência.
Gregório também lutou contra seus sobrinhos e primos, os dois "filhos de Arcaicas" - "Arcaicas" tendo sido identificado com Asócio II de Taraunitis ou seu pai Davi - e tomou-os cativos. O rei Simbácio I da Armênia, que também era tio deles, pleiteou com Leão para interceder de modo que eles não seria entregues aos árabes. Leão enviou Sinuta e Constantino Lips como emissários para Gregório. A embaixada resultou na visita do filho bastarde de Gregório, Asócio III, à Constantinopla, seguido em data posterior pelo irmão de Gregório, Apoganem e os "filhos de Arcaicas". Todos os nobres armênios receberam títulos bizantinos e foram então enviados para casa.
Após outra embaixada de Constantino Lips, Gregório finalmente aceitou ir a Constantinopla. Essa visita foi variadamente datada entre ca. 900, com base na data tradicional de uma cerimônia de recepção de um "príncipe de Taraunitis" no palácio do Magnaura que é relatada no Sobre a Administração de Constantino VII, e a morte de Leão em 912, com ca. 906 sendo considerava a data mais provável. Em Constantinopla Gregório recebeu uma pródiga recepção, bem como os títulos de "magistro e estratego de Taraunitis", o uso da "Casa de Bárbaro" como uma residência na capital imperial e um pagamento pessoal anual de 5 quilos de nomismas de ouro e 5 de miliarésios de prata. Após uma prolongada permanência temporária na capital, ele foi escoltado para seus domínios por Lips. A concessão do título de estratego, normalmente mantido por governadores dos temas bizantinos, pode indicar que naquele ponto, Taraunitis foi reconhecida pelo governo imperial como uma província bizantino de facto, e não apenas um Estado vassalo.

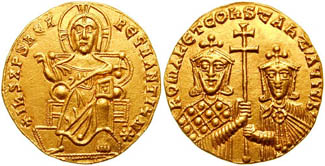
Soldo de r. e r.

O Sobre a Administração do Império relata que o favor e honras concedidos a Gregório provocaram a inveja dos príncipes armênios e ibéricos vizinhos, que posteriormente protestaram ao imperador Romano I Lecapeno (r. 920–944). Romano I respondeu que ele não poderiam retirar os privilégios garantidos por seu predecessor, por bula dourada imperial, mas que demandaria uma recompensa de Gregório. O último ofereceu o pagamento de um tributo anual em forma de utensílios de cobre e roupas com peso de 5 quilos, mas após três ou quatro anos ele cessou o envio, do mesmo modo que, em retaliação, seu pagamento anual foi cessado pelos bizantinos. Em algum momento após 923, Gregório também trocou a "Casa de Bárbaro", possivelmente devido a sua manutenção dispendiosa, com o "estado de Gregório" no distrito de Celtzena. Ele morreu em algum momento entre ca. 923 e ca. 936, e foi sucedido por seus filhos Pancrácio II e Asócio III.